# Emi Nakajima
Emi Nakajima (中島 依美, 27 de setembre de 1990) és una futbolista japonesa.

## Selecció del Japó
Va debutar amb la selecció del Japó el 2011. Va disputar 65 partits amb la selecció del Japó. Ha disputat Copa del Món de 2019.

## Estadístiques
| Selecció del Japó | Selecció del Japó | Selecció del Japó |
| Anys              | Partits           | Gols              |
| ----------------- | ----------------- | ----------------- |
| 2011              | 2                 | 0                 |
| 2012              | 0                 | 0                 |
| 2013              | 7                 | 1                 |
| 2014              | 12                | 4                 |
| 2015              | 3                 | 1                 |
| 2016              | 7                 | 1                 |
| 2017              | 15                | 2                 |
| 2018              | 19                | 4                 |
| Total             | 65                | 13                |